# Kaffa (Provinz)

Karte der Provinzen Äthiopiens, mit Kaffa im Südwesten

Kaffa (ከፋ) war von 1942 bis 1987 eine Provinz im Südwesten von Äthiopien mit einer Fläche von 54.600 km² und zweieinhalb Millionen Einwohnern. Hauptstadt der Provinz war Jimma. 

## Geographie
Das Gebiet ist hauptsächlich Bergland bis über 3500 m Höhe.
Es wird im Osten durch den Omo begrenzt.
Das Klima ist mild, es herrscht eine üppige tropische Vegetation vor.

## Geschichte
Kaffa wurde um 1400 als  unabhängiges Königreich gegründet und 1897 von Menelik II. erobert.
Die erste bekannte Stadt, Shadda, wurde um 1500 gegründet.
1987 entstanden auf dem Gebiet die Regionen Kaffa und Illubabor, 1992 die Region 11. Diese wurde 1995 in die neue Region der südlichen Nationen, Nationalitäten und Völker eingegliedert.
Am 9. Oktober 2021 vereinigte sich die Zone Kaffa nach einem  Referendum mit den Zonen West Omo, Bechi Sheka, Dawro und Sheka und dem Distrikt Konta zur Region der südwestäthiopischen Völker. Das Referendum für die Vereinigung am 30. September 2021 erreichte über 96 % Ja-Stimmen.

## Wirtschaft
Kaffa ist die ursprüngliche Heimat des Kaffees, der hier in den Bergregenwäldern in unzähligen Varietäten wild wächst. Sämtliche Pflanzen der Art Coffea arabica auf der ganzen Welt sind Abkömmlinge hiesiger Sträucher.
Kaffee war lange Zeit die Haupteinnahmequelle der Bevölkerung, doch durch die stark zurückgegangenen Weltmarktpreise für Kaffee müssen die Bewohner immer mehr auf andere Produkte ausweichen. Durch das Anlegen neuer landwirtschaftlicher Flächen auf Kosten der Regenwälder wird die Struktur der Region stark geschädigt.
Die Regenwälder, die das Gebiet Kaffa früher beherrschten, sind durch Brandrodung für neue Siedlungsflächen und als die einzige Energiequelle der Region mittlerweile auf nur 3 % der ursprünglichen Fläche zurückgegangen; allein in den letzten 30 Jahren gingen 60 % des Baumbestandes verloren.
Seit einigen Jahren existiert ein großes Regenwaldschutzprojekt, das auf die Nutzung der letzten wilden Kaffeebestände, die im Regenwald wachsen, setzt. Zurzeit kümmern sich rund 30 Kooperativen um die Ernte und Vermarktung dieser Kaffeespezialität und haben über 40.000 Menschen zu Einkommen verholfen.
Seit 2010 ist eine Region in Kaffa ein anerkanntes Biosphärenreservat der UNESCO im Rahmen des MAB-Programms.